# Malta Eurovision Song Contest 2024
L'undicesima edizione di Malta Eurovision Song Contest si è svolta dal 27 ottobre 2023 al 3 febbraio 2024 e ha selezionato il rappresentante di Malta all'Eurovision Song Contest 2024 a Malmö.
La vincitrice è stata Sarah Bonnici con Loop.

## Organizzazione
L'emittente pubblica Public Broadcasting Services (PBS) ha confermato la presenza di Malta all'Eurovision Song Contest 2024 il 15 aprile 2023 insieme all'organizzazione di un laboratorio musicale dove artisti e compositori nazionali sono stati invitati a prendere parte in modo tale da scrivere i brani che avrebbero preso parte all'undicesima edizione del Malta Eurovision Song Contest. Oltre a ciò, dal 28 agosto al 20 settembre è stata data la possibilità ad altri artisti interessati di inviare i propri inediti, con la condizione che fossero cittadini maltesi.
Il successivo 21 agosto, con la pubblicazione del regolamento del concorso, l'emittente ha confermato un cambio di format rispetto a quello dell'edizione precedente, confermando l'uso di esibizioni pre-registrate durante tutte le fasi della selezione, incluse durante la serata finale.
Il festival è articolato in cinque spettacoli in totale: quattro show sono dedicati alle semifinali, da 9 partecipanti ciascuna, che si sono svolte durante il programma televisivo maltese XOW nel periodo di ottobre-novembre 2023, mentre la serata finale da 12 partecipanti si è tenuta il 3 febbraio 2024.

## Partecipanti
I 36 artisti partecipanti e i titoli dei relativi brani sono stati resi noti il 18 ottobre 2023. Fra i concorrenti figurano Moira Stafrace ed Eliana Gomez Blanco che hanno precedentemente rappresentato l'isola rispettivamente all'Eurovision Song Contest 1994 e al Junior Eurovision Song Contest 2019.
| Artista              | Titolo                 | Lingua           | Compositori                                                                                 |
| -------------------- | ---------------------- | ---------------- | ------------------------------------------------------------------------------------------- |
| Christian Arding     | Bellus                 | Maltese          | Emil Calleja Bayliss, Gilbert Camilleri                                                     |
| Cosette Baldacchino  | Free Fall              | Inglese          | Lauren White Murphy, Natasha Turner, Niall Mooney                                           |
| Dan                  | Baraxx                 | Maltese          | Cyprian Cassar, Daniel Muscat Caruana                                                       |
| Denise Mercieca      | Mara                   | Inglese          | Denise Mercieca, Georgia Meek, Matteo Depares                                               |
| Desirei Grech        | Watch Me               | Inglese          | –                                                                                           |
| Dominic Cini         | Bewsa                  | Maltese          | Dominic Cini, Etienne Micallef                                                              |
| Eliana Gomez Blanco  | There's Only Flowers   | Inglese          | Eliana Gomez Blanco, Leire Gotxi Angel, Sebastian Pritchard-James                           |
| Erba'                | Sirena                 | Inglese, maltese | Erba', Maria Cachia Abdilla, Alexander Olsson, Audun Agnar Guldbrandsen, Tom Hugo Hermansen |
| Franklin Calleja     | Puppet                 | Inglese          | Franklin Calleja, Matheus Augusto da Silva, Michael Joe Cini                                |
| Gail Attard          | Wild Card              | Inglese          | Christina Magrin                                                                            |
| Greta Tude           | Topic (Bla Bla)        | Inglese          | Antoine Farrugia, Cyprian Cassar, Matthew Mercieca, Patrik Jean                             |
| Haley Azzopardi      | Tell Me That It's Over | Inglese          | Haley Azzopardi, Leire Gotxi Angel, Matthew James Borg, Sebastian Pritchard-James           |
| Janvil               | Man                    | Inglese          | Edward Abela, Ian Vella                                                                     |
| Jessica Micallef     | Tagħna Tnejn           | Maltese          | Jessica Micallef                                                                            |
| Karin Duff           | Breaking Bad           | Inglese          | Andreas Stone Johansson, Gerard James Borg, Karin Duff                                      |
| Kurt Calleja         | Misunderstood          | Inglese          | Aidan O'Connor, Richard Micallef                                                            |
| Kyle George          | Arrows                 | Inglese          | Andreas Lindbergh, Gerard James Borg, Sebastian Pritchard-James                             |
| Lisa Gauci           | Breathe                | Inglese          | Cyprian Cassar, Emil Calleja Bayliss, Patrik Jean, Petra Zammit                             |
| Lyndsay Pace         | Fire Proof             | Inglese          | Linda Persson, Peter Frödin, Rodrigo Pinto, Ylva Persson                                    |
| Maria Christina      | Moving On              | Inglese          | Emil Calleja Bayliss, Janne Hyöty, Linda Persson, Ylva Persson                              |
| Marie Claire         | Fading                 | Inglese          | John-Emil Johansson, Marie Claire, Matheus Augusto da Silva, Toby Farrugia                  |
| Mark Anthony Bartolo | Condition or Friction  | Inglese          | Mark Anthony Bartolo                                                                        |
| Mark Portelli        | Just Be                | Inglese          | Kimberley Cortis                                                                            |
| Martina Cutajar      | Miles Away             | Inglese          | Luca Napolitano, Martina Cutajar                                                            |
| Matt Blxck           | Banana                 | Inglese, maltese | Douglas Carr, Maria Broberg, Matthew Caruana, Oliver Fernström, Sean Banan                  |
| Michela Galea        | Let's Talk About Love  | Inglese          | Andreas Stone Johansson, Michela Galea, Emil Calleja Bayliss, Sebastian Pritchard-James     |
| Miguel Bonello       | Better Off Alone       | Inglese          | Leire Gotxi Angel, Matthew Mercieca, Michael Joe Cini, Miguel Bonello                       |
| Miriana Conte        | Venom                  | Inglese          | Daniel Borg, Miriana Conte                                                                  |
| Moira Stafrace       | Feather Flight         | Inglese          | David Cassar Torreggiani, Moira Stafrace, Toby Farrugia                                     |
| Nathan               | Ghost                  | Inglese          | Alexander Olsson, Cyprian Cassar, Nathan Psaila, Tom Hugo Hermansen                         |
| Oxygyn               | Cloudmaker             | Inglese          | Janelle Borg, Kurt Abela, Luke Camilleri, Zack Camilleri                                    |
| Ryan Hili            | Karma                  | Inglese          | Andreas Lindbergh, Joy Deb, Linnea Deb                                                      |
| Sarah Bonnici        | Loop                   | Inglese          | Kevin Lee, Leire Gotxi Angel, Michael Joe Cini, Sarah Bonnici, Sebastian Pritchard-James    |
| Sopranique           | Empire                 | Inglese          | Gerard James Borg, Mark Masri, Patrick Hamilton                                             |
| Stefan Galea         | Numb                   | Inglese          | Matthew James Borg, Matthew Mercieca, Michael Joe Cini, Stefan Galea                        |
| Thea Aquilina        | Blood Stream           | Inglese          | Gerard James Borg, Leire Gotxi Angel, Thea Aquilina, Toby Farrugia                          |

## Semifinali
Le semifinali si sono tenute in quattro serate dal 27 ottobre all'17 dicembre 2023, all'interno del programma televisivo XOW, e hanno visto competere 9 partecipanti ciascuno per i dodici posti destinati per la finale, scelti esclusivamente dal voto del pubblico. I 12 finalisti sono stati annunciati il 24 novembre 2023.

### Prima semifinale
La prima semifinale si è tenuta il 27 ottobre 2023 presso gli studi televisivi di XOW. L'ordine di uscita è stato reso noto il 25 ottobre 2023.
Durante la serata si sono esibiti come ospiti Glen Vella, rappresentante dell'isola all'Eurovision Song Contest 2011, e Kurt Calleja, rappresentante dell'isola all'Eurovision Song Contest 2012.
| # | Artista              | Titolo                |
| - | -------------------- | --------------------- |
| 1 | Kurt Calleja         | Misunderstood         |
| 2 | Sarah Bonnici        | Loop                  |
| 3 | Gail Attard          | Wild Card             |
| 4 | Mark Anthony Bartolo | Condition or Friction |
| 5 | Eliana Gomez Blanco  | There's Only Flowers  |
| 6 | Oxygyn               | Cloudmaker            |
| 7 | Nathan               | Ghost                 |
| 8 | Lyndsay Pace         | Fire Proof            |
| 9 | Dominic Cini         | Bewsa                 |

### Seconda semifinale
La seconda semifinale si è tenuta il 3 novembre 2023 presso gli studi televisivi di XOW. L'ordine di uscita è stato reso noto il 1º novembre 2023.
| # | Artista          | Titolo                 |
| - | ---------------- | ---------------------- |
| 1 | Marie Claire     | Fading                 |
| 2 | Franklin Calleja | Puppet                 |
| 3 | Desirei Grech    | Watch Me               |
| 4 | Sopranique       | Empire                 |
| 5 | Janvil           | Man                    |
| 6 | Haley Azzopardi  | Tell Me That It's Over |
| 7 | Denise Mercieca  | Mara                   |
| 8 | Mark Portelli    | Just Be                |
| 9 | Maria Christina  | Moving On              |

### Terza semifinale
La terza semifinale si è tenuta il 10 novembre 2023 presso gli studi televisivi di XOW. L'ordine di uscita è stato reso noto il 9 novembre 2023.
| # | Artista             | Titolo                |
| - | ------------------- | --------------------- |
| 1 | Jessica Micallef    | Tagħna Tnejn          |
| 2 | Cosette Baldacchino | Free Fall             |
| 3 | Michela Galea       | Let's Talk About Love |
| 4 | Thea Aquilina       | Blood Stream          |
| 5 | Miguel Bonello      | Better Off Alone      |
| 6 | Moira Stafrace      | Feather Flight        |
| 7 | Dan                 | Baraxx                |
| 8 | Stefan Galea        | Numb                  |
| 9 | Karin Duff          | Breaking Bad          |

### Quarta semifinale
L'ultima semifinale si è tenuta il 17 novembre presso gli studi televisivi di XOW. L'ordine di uscita è stato reso noto il 16 novembre 2023.
| # | Artista          | Titolo          |
| - | ---------------- | --------------- |
| 1 | Erba'            | Sirena          |
| 2 | Miriana Conte    | Venom           |
| 3 | Christian Arding | Bellus          |
| 4 | Lisa Gauci       | Breathe         |
| 5 | Matt Blxck       | Banana          |
| 6 | Martina Cutajar  | Miles Away      |
| 7 | Greta Tude       | Topic (Bla Bla) |
| 8 | Ryan Hili        | Karma           |
| 9 | Kyle George      | Arrows          |

## Finale
La finale si è svolta il 3 febbraio 2024 presso il Malta Fairs and Conventions Centre di Ta' Qali, ed è stata presentata da Carlo Borg Bonaci and Angie Laus. L'ordine d'esibizione è stato annunciato il 2 febbraio 2024.
Durante la serata si sono esibiti The Busker e Yulan Law, rispettivamente i rappresentanti di Malta all'Eurovision e al Junior Eurovision Song Contest 2023.
A vincere il voto delle giuria e il televoto sono stati rispettivamente Sarah Bonnici e Matt Blxck; una volta sommati i punteggi la prima è stata proclamata vincitrice della manifestazione, superando il secondo classificato con un netto margine.
| #  | Artista         | Titolo                 | Punteggio | Punteggio | Punteggio | Posizione |
| #  | Artista         | Titolo                 | Giuria    | Televoto  | Totale    | Posizione |
| -- | --------------- | ---------------------- | --------- | --------- | --------- | --------- |
| 1  | Janvil          | Man                    | 24        | 5         | 29        | 8         |
| 2  | Haley Azzopardi | Tell Me That It's Over | 5         | 2         | 7         | 12        |
| 3  | Erba'           | Sirena                 | 47        | 9         | 56        | 4         |
| 4  | Nathan          | Ghost                  | 15        | 8         | 23        | 10        |
| 5  | Lisa Gauci      | Breathe                | 36        | 3         | 39        | 6         |
| 6  | Sarah Bonnici   | Loop                   | 79        | 23        | 102       | 1         |
| 7  | Greta Tude      | Topic (Bla Bla)        | 25        | 7         | 32        | 7         |
| 8  | Miriana Conte   | Venom                  | 23        | 2         | 25        | 9         |
| 9  | Ryan Hili       | Karma                  | 54        | 17        | 71        | 3         |
| 10 | Gail Attard     | Wild Card              | 17        | 3         | 20        | 11        |
| 11 | Denise Mercieca | Mara                   | 30        | 9         | 39        | 5         |
| 12 | Matt Blxck      | Banana                 | 51        | 29        | 80        | 2         |